# Mancomunidad Fuente del Mojón
La Mancomunidad Fuente del Mojón es una agrupación voluntaria de municipios para la gestión en común de determinados servicios de competencia municipal, creada por varios municipios y localidades pertenecientes a la provincia de Segovia, de la comunidad autónoma de Castilla y León, España.
Todos los municipios que la integran están en la cuenca del río Pirón, cuyo nacimiento se sitúa en la Fuente del Mojón. Tiene personalidad jurídica propia, además de la consideración de entidad local. A 1 de enero de 2023 engloba a una población de 3.416 habitantes, casi 4.000 contando los no censados.
Todas las localidades pertenecen al Sexmo de San Lorenzo de la Comunidad de Ciudad y Tierra de Segovia, además, a excepción de Adrada de Pirón, todos municipios se consideran pertenecientes a la comarca del Alfoz de Segovia.

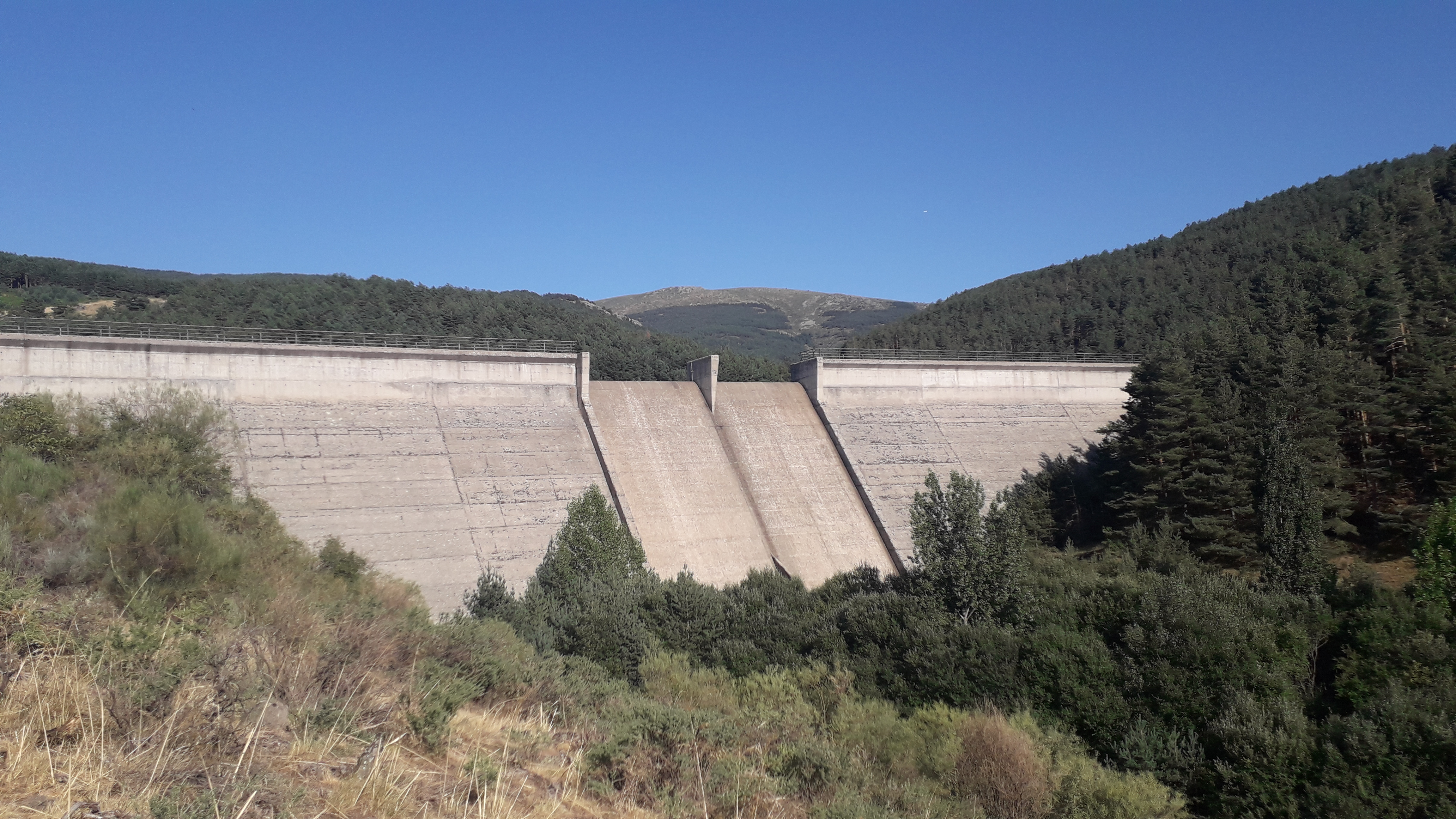
El Embalse del Pirón, que abastece a los municipios de la mancomunidad es uno de sus principales servicios mancomunados

## Localidades integradas
La Mancomunidad de Fuente del Mojón está formada por los siguientes ayuntamientos con sus respectivas localidades:
- Ayuntamiento de Torrecaballeros con las localidades de: Torrecaballeros, Cabanillas del Monte, Aldehuela y La Torre.
- Ayuntamiento de Espirdo con las localidades de: Espirdo, Tizneros (con Bellavista) y La Higuera.
- Ayuntamiento de Basardilla con la localidad de Basardilla.
- Ayuntamiento de Brieva con la localidad de Brieva.
- Ayuntamiento de Santo Domingo de Pirón con la localidad de Santo Domingo de Pirón.
- Ayuntamiento de Adrada de Pirón con la localidad de Adrada de Pirón.

| Municipio              | Área (km²) | Población (2022) | Localidades |
| ---------------------- | ---------- | ---------------- | ----------- |
| Torrecaballeros        | 31,78      | 1.410            | 4           |
| Espirdo                | 26,01      | 1.457            | 3           |
| Basardilla             | 19,02      | 157              | 1           |
| Brieva                 | 13,70      | 94               | 1           |
| Santo Domingo de Pirón | 27,64      | 47               | 1           |
| Adrada de Pirón        | 10,72      | 38               | 1           |
| TOTAL                  | 128,87     | 3.203            | 10          |

#### Límites
| Noroeste: Torreiglesias, Cabañas de Polendos                      | Norte: Sotosalbos, Tenzuela, Losana de Pirón | Noreste: Sotosalbos                    |
| Oeste: Cabañas de Polendos, Mata de Quintanar, Bernuy de Porreros |                                              | Este: Sotosalbos, Rascafría (Madrid)   |
| Suroeste: Trescasas, La Lastrilla                                 | Sur: Trescasas                               | Sureste: Trescasas, Rascafría (Madrid) |
| ----Mapa interactivo — Mancomunidad de Fuente del Mojón           |                                              |                                        |

## Sede

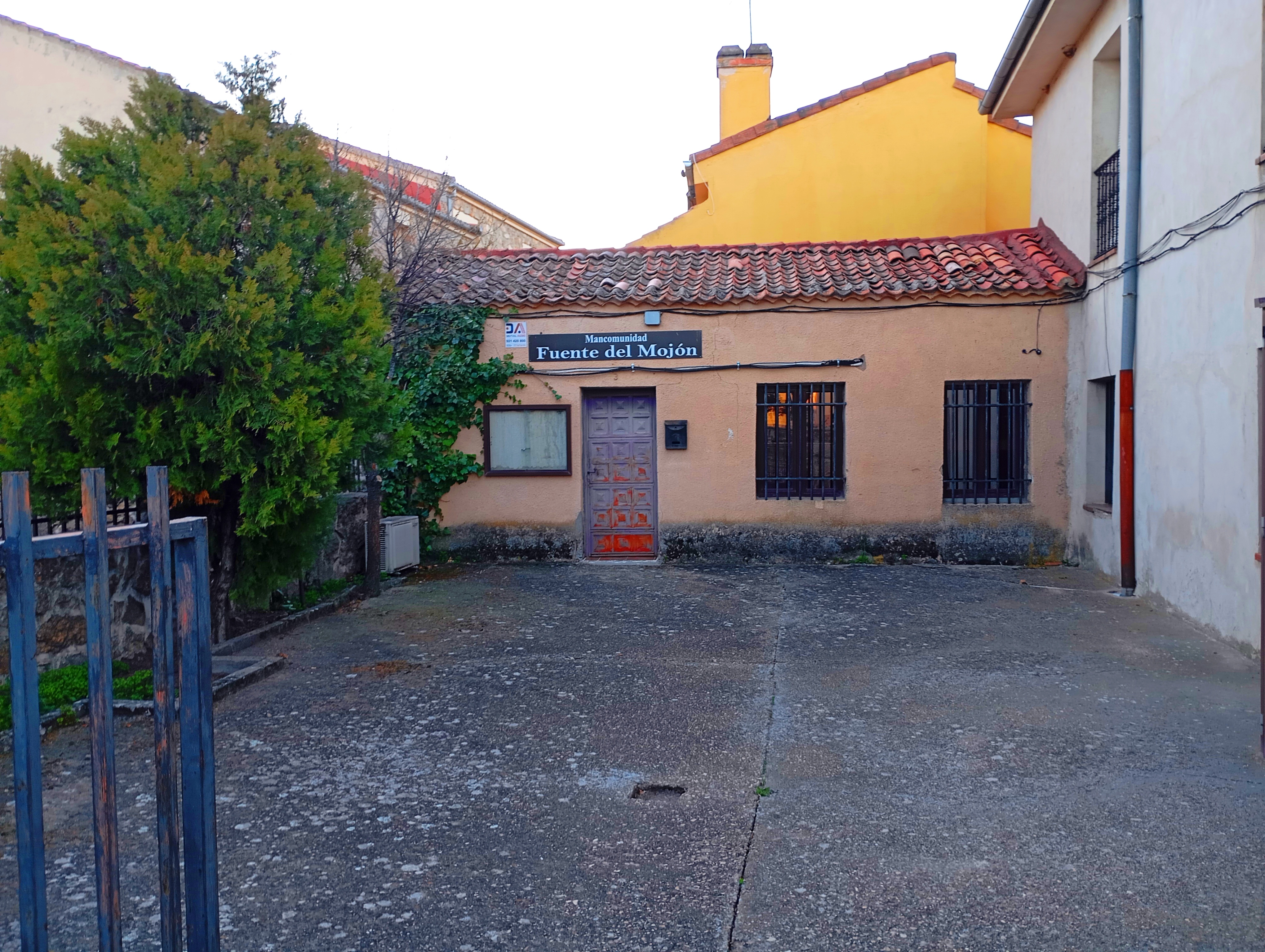
Sede de la Mancomunidad Fuente del Mojón, en el edificio anejo a la izquierda del Ayuntamiento de Torrecaballeros

Sus órganos de gobierno y administración tienen su sede en la localidad de Torrecaballeros al ser la más poblada. Su presidente es el alcalde de Santo Domingo de Pirón, José Ignacio Cristóbal Requero.

## Estructura orgánica
El gobierno, administración y representación de la Mancomunidad corresponde a los siguientes órganos: presidente, vicepresidente, consejo directivo de la mancomunidad y asamblea de concejales.